# Nationalpark Chaloem Rattanakosin
Der Nationalpark Chaloem Rattanakosin (Thai: อุทยานแห่งชาติ เฉลิม รัตนโกสินทร์) ist ein Nationalpark in der Provinz (Changwat) Kanchanaburi in Zentral-Thailand.

## Geschichte
Der Chaloem Rattanakosin wurde im Februar 1980 als 17. Nationalpark eröffnet. 

## Lage
Der Nationalpark Chaloem Rattanakosin ist mit 59 Quadratkilometer der kleinste der Nationalparks in der Provinz Kanchanaburi.

## Topographie
Das Gebiet des Nationalparks ist von steilen Berghängen aus Sandstein gekennzeichnet, die von immergrünem Regenwald bedeckt sind. Hier finden sich nicht nur zahlreiche Wasserfälle und geheimnisvolle Höhlen, sondern auch die natürliche Wasserscheide des Mae Nam Mae Klong (Mae-Klong-Fluss). 
Die höchste Erhebung des Parks ist der Khao Kam Phaeng (Thai: ยอดเขากำแพง) mit 1260 Meter, hier befindet sich das Quellgebiet des Mae Klong.

## Klima
Die durchschnittlichen Temperaturen liegen bei 17 bis 18 °C in der kühlen Jahreszeit (November bis März) und 37 °C in der warmen Jahreszeit (April bis Juni). Durchschnittlich fallen 1146 mm Regen pro Jahr.

## Fauna und Flora
Die größte Fläche des Nationalparks wird von immergrünem Wald bedeckt, ein Teil ist auch Mischwald und Bambus. 
Die Fauna enthält beispielsweise den Leopard, Banteng, Gaur und einige Affenarten. Dazu sind 60 Vogelarten gesichtet worden.

## Sehenswürdigkeiten
- Höhlen:
  - Tham Tan Lot Yai (Thai: ถ้ำธารลอดใหญ่) – eine alte Begräbnisstätte, in der Skelette, Waffen und andere Objekte gefunden wurden
  - Tham Tan Lot Noi (Thai: ถ้ำธารลอดน้อย) – die Schwesterhöhle von Tan Lot Yai mit sehr schönen Stalaktiten
- Wasserfälle:
  - Nam Tok Trai Trueng (Thai: น้ำตกไตรตรึงษ์) – sehr schöner Wasserfall, der ganzjährig Wasser führt
  - Nam Tok Than Ngoen - Than Thong (น้ำตกธารเงิน-ธารทอง) – zweiseitiger Wasserfall mit mehreren Stufen